# Matis Indústria e Comércio
Matis Indústria e Comércio Ltda. war ein brasilianischer Hersteller von Automobilen und Kit Cars.

## Unternehmensgeschichte
Das Unternehmen wurde Anfang 1986 in São Paulo gegründet. Nach einem halben Jahr Entwicklungszeit begann noch 1986 die Produktion von Automobilen und Bausätzen. Der Markenname lautete Matis. 1990 endete die Produktion. Es gibt Hinweise darauf, dass die Firmierung zum Schluss Lobby Indústria e Comércio Ltda. lautete.

## Fahrzeuge
Im Angebot standen überwiegend VW-Buggies. Genannt werden die Modelle Saint Tropez und Guarujá. Die Basis bildete das Fahrgestell vom VW Brasília. Darauf wurde eine Karosserie aus Fiberglas montiert. Der Motor war im Heck platziert.
Eine Quelle bezeichnet den St. Tropez als eine Nachbildung des MP TI von Lafer Indústria e Comércio, der wiederum eine Nachbildung des MG TD war.